# Babylon by Bus
Babylon by Bus – podwójny album koncertowy Boba Marleya & The Wailers z 1978 roku. Album w większej części nagrano w Pavillon de Paris w Paryżu, w czerwcu 1978 roku, podczas trasy koncertowej promującej płytę Kaya.

## Spis utworów
Utwory napisane przez Boba Marleya, oprócz tych z adnotacją.

### Strona pierwsza
1. „Positive Vibration” (Vincent Ford) – 5:48
2. „Punky Reggae Party” (Bob Marley/Lee Perry) – 5:52
3. „Exodus” – 7:38

### Strona druga
1. „Stir It Up” (nagrano 18 lipca 1975 w The Lyceum w Londynie[3]) – 5:20
2. „Rat Race” (Rita Marley) (nagrano w 1976 w Hammersmith Odeon w Londynie[3]) – 3:37
3. „Concrete Jungle” – 5:38
4. „Kinky Reggae” – 4:50

### Strona trzecia
1. „Lively Up Yourself” – 6:19
2. „Rebel Music (3 O’Clock Roadblock)” (Aston Barrett/Hugh Peart) – 5:22
3. „War / No More Trouble” (Alan Cole/Carlton Barrett/Bob Marley) – 5:30

### Strona czwarta
1. „Is This Love” – 7:33
2. „Heathen” – 4:30
3. „Jamming” – 5:39

## Muzycy
- Bob Marley – wokal, gitara rytmiczna, akustyczna gitara, perkusja
- Carlton Barrett – perkusja
- Aston „Family Man” Barrett – bas, perkusja
- Tyrone „Organ D” Downie – klawisze, perkusja
- Alvin „Seeco” Patterson – perkusja
- Al Anderson – gitara prowadząca
- Junior Marvin – gitara prowadząca
- Earl „Wire” Lindo – klawisze
- Rita Marley – dalszy wokal
- Marcia Griffiths – dalszy wokal
- Judy Mowatt – dalszy wokal